# Eklekticismus
Eklekticismus (nebo eklektismus, z řec. ek-lektos, vybraný) je v obecné rovině způsob tvorby a práce, který čerpá z cizích vzorů nebo z děl starších období a mísí je dohromady. Eklektik, česky snad „vyběrač“, je člověk, který si z rozmanitých filosofických systémů nebo stylů vybírá směrodatná stanoviska a závěry, jež dále rozvádí a dále z nich vyvozuje. Důvodem může být nedostatek vlastní invence, ale také snaha překlenout rozpory mezi různými směry nebo skeptický názor, že žádná filosofie není ideální.

## Ve filosofii
Eklekticismus vznikl v raném helénismu a v Římě, kde se střetávaly různé kulturní a filosofické proudy – např. řecké, římské, židovské a orientální. Římané si z nich vybírali to, co se jim jevilo správné a prakticky použitelné. Slovo poprvé použil Diogenés Laertios, a to v pejorativním smyslu. Podobně postupují některé moderní směry filosofické i umělecké.
Eklekticismus tedy nemusí být nutně špatný, záleží ovšem na tom, jaké prvky si vybírá a jak s nimi zachází. Protože se často jedná o výběr bez porozumění, bez historického rozlišení nebo bez vkusu, mívá slovo eklektický pejorativní význam. Něco podobného platí i pro eklektickou literaturu a podobně.

## V umění

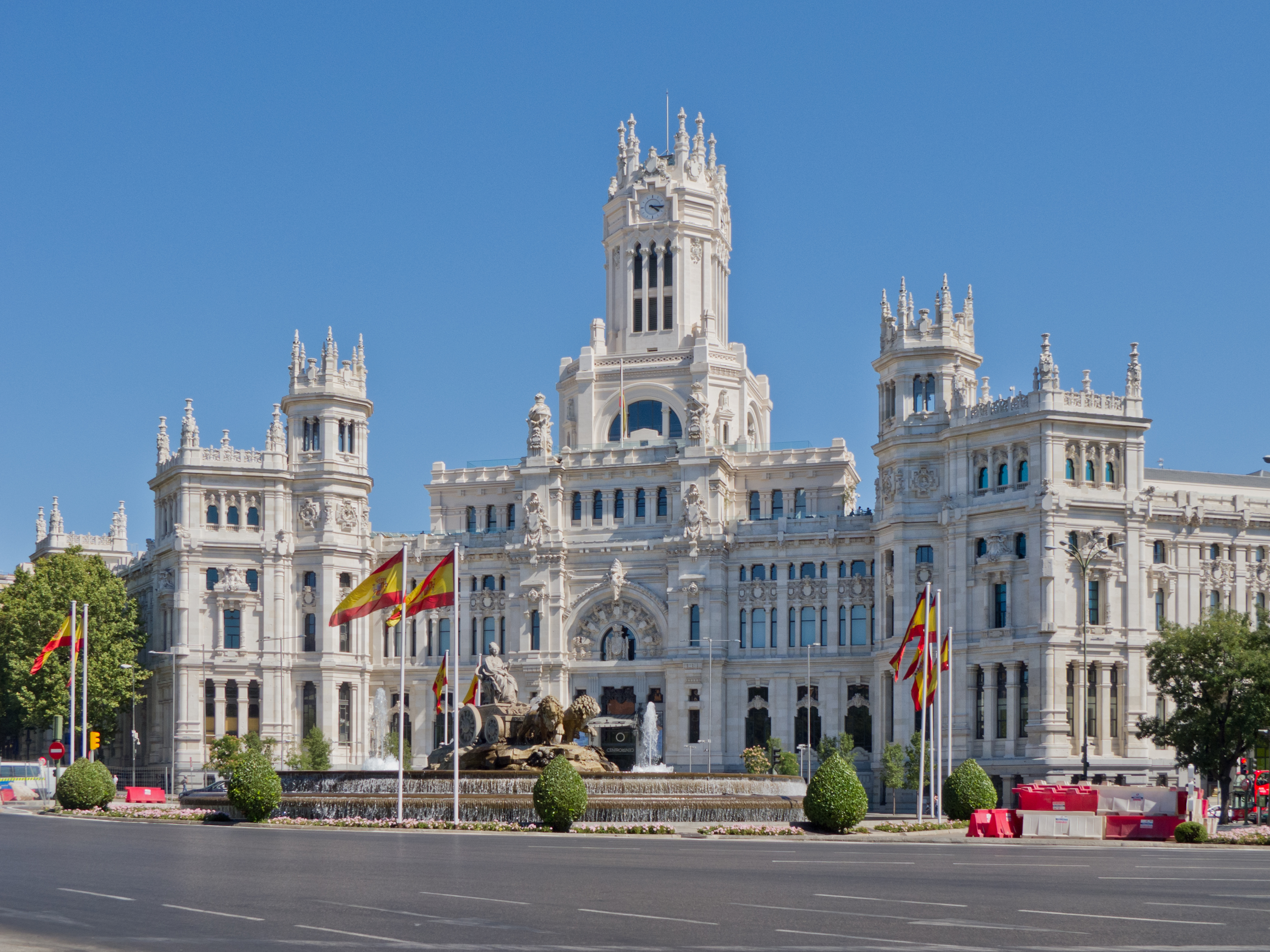
Eklekticistická stavba Palacio de Cibeles, sídlo městské správy v Madridu (dřívější hlavní pošta)

V architektuře se jako eklektismus označuje umělecký směr vzniklý v druhé polovině devatenáctého století. Jako styl odkazuje k historickým obdobím, a umožňuje spojovat formální znaky jednotlivých neostylů společně na jedné stavbě. Zároveň porušuje do té doby obvyklou harmonii a proporce, ověřené historickými poznatky. Architektura v této podobě přežívá až do prvních let dvacátého století, i když souběžně se už formuje odlišná koncepce, označovaná jako art nouveau, či secese (odštěpení).

## V módě a designu
V současné době se slovo eklektický používá často v bytovém i užitkovém designu a módě. Značí styl, charakterizovaný kombinací moderních a starých prvků. Takový interiér může působit jako posbíraný z toho, co bylo právě po ruce, ačkoli je výsledkem plánovité eklektické činnosti.

## Představitelé
- Panaitios
- Poseidónios
- Marcus Tullius Cicero
- Filón Alexandrijský
- Marcus Terentius Varro
- Marcus Aurelius
- Victor Cousin

## Eklektické proudy
- Gnóze
- Teosofie
- Postmoderna